# Stade Louis-Hon

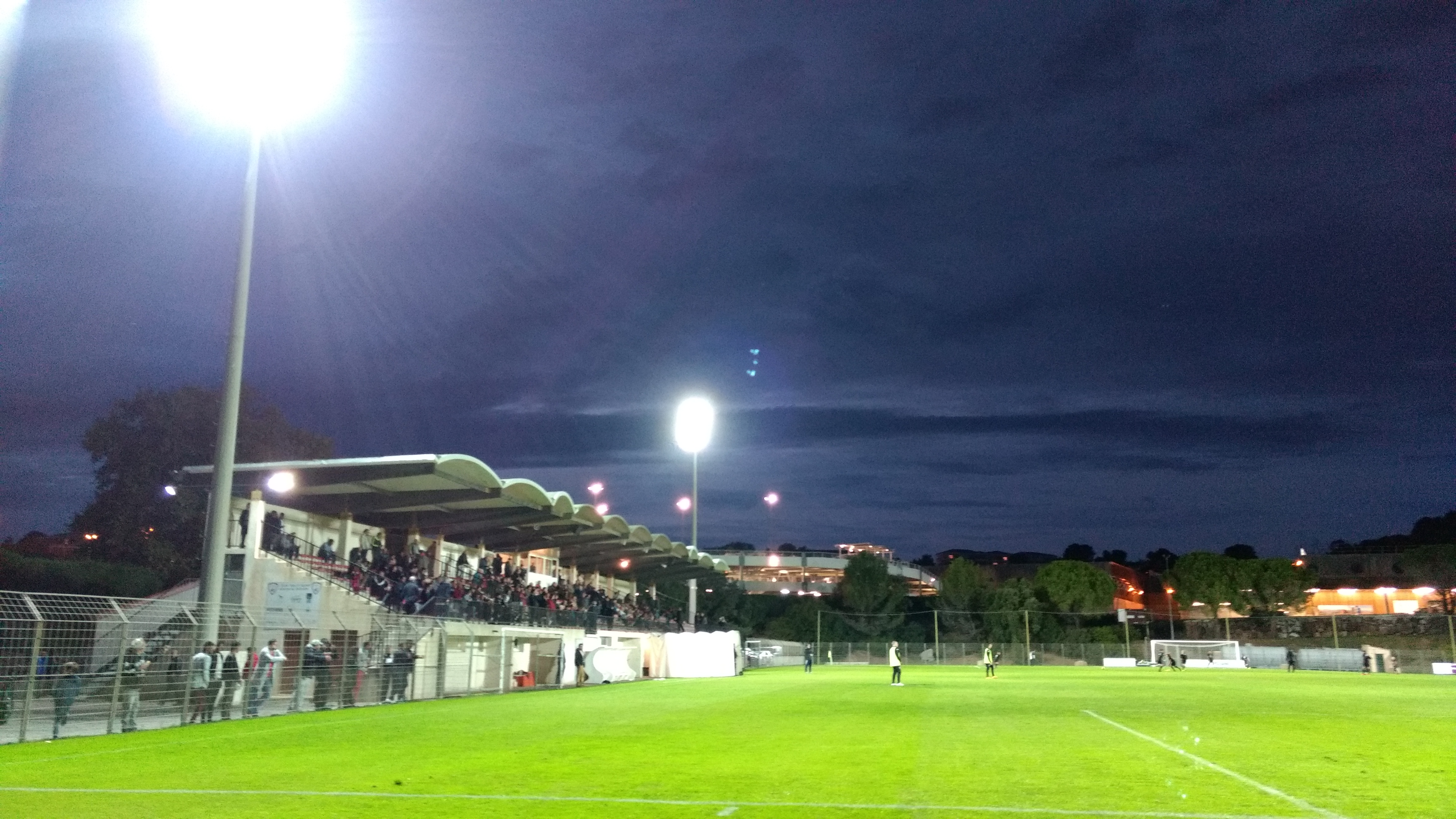

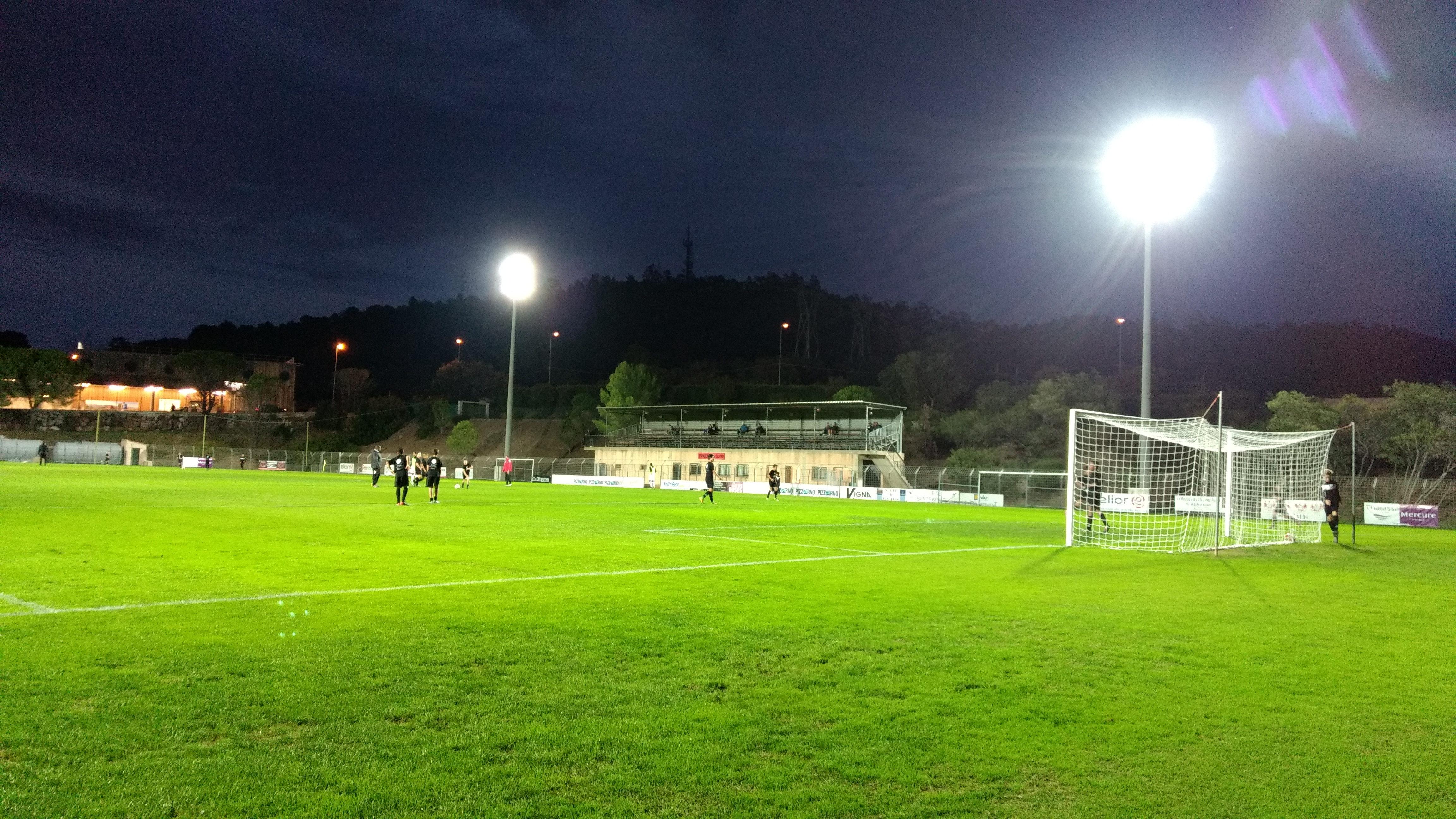

Le stade Louis-Hon est un stade de football situé à Saint-Raphaël (Var). Il se nomme ainsi en mémoire de Louis Hon, défenseur et entraîneur de football.

## Historique
L'Étoile Football Club Fréjus Saint-Raphaël joue dans ce stade depuis 2014, après la démolition du stade Pourcin, qui n'était plus aux normes du Championnat de France de football National.
Le stade accueille le tournoi de Toulon depuis l'édition 2013.
Dès 2018 la mairie de Fréjus propose un projet pour un nouveau stade modulable, construit dans le quartier du Capitou-caï,  qui dispose d'une facilité d'accès au transports en commun. 
Il s'agit d'une très bonne nouvelle, car les joueurs de Fréjus Saint-Raphaël, et le staff se plaignent souvent des problèmes de pelouse du stade, et 
de son ancienneté qui compromettent les ambitions de l'équipe, qui vise la montée en National.